# Olivier Messiaen
Olivier Eugène Prosper Charles Messiaen (/ɔlivjeː mɛsjɑ̃/), född 10 december 1908 i Avignon, död 27 april 1992 i Clichy, var en fransk tonsättare, organist och musiklärare.
Messiaen räknas till de mest betydelsefulla och inflytelserika europeiska tonsättarna under 1900-talet.  Han utvecklade en egen musikalisk stil som utgick från västerländsk konstmusik, men han infogade även element från indisk och annan asiatisk musik, antik grekisk metrik och fågelsång. Många av hans musikaliska verk avspeglar hans starka katolska tro. Även som lärare var han betydelsefull för konstmusikens utveckling under andra hälften av 1900-talet.
År 2008 var det 100 år sedan Messiaen föddes vilket uppmärksammades genom festivaler och konserter över hela världen.

## Biografi
Olivier Messiaen var son till Pierre Messiaen, en engelsklärare och Shakespeare-översättare, och poeten Cécile Sauvage. Sauvage skrev poesiboken L’âme en bourgeon under graviditeten och tillägnade den sin ofödde son, som hon förutsåg skulle bli konstnär. Messiaen ansåg sig ha blivit mycket influerad av moderns dikter och såg dem som profetiska om hans kommande liv. Messiaen, som blev en mycket djupt troende katolik, hävdade själv att han var "född troende" men hans föräldrar var faktiskt oreligiösa agnostiker.
Under första världskriget gick Pierre Messiaen ut i kriget och Sauvage flyttade med sina barn till sin bror i Grenoble i de franska Alperna, där Olivier Messiaen växte upp. Han började spela piano och komponera i sjuårsåldern. Tidiga musikaliska influenser var Claude Debussy och Christoph Willibald Gluck. Hela familjen flyttade senare till Paris, där Olivier Messiaen började på musikkonservatoriet vid elva års ålder 1919. Han stannade kvar vid konservatoriet till 1930 och återvände sedan 1941, då som lärare, och fortsatte till sin pensionering. Han studerade för bland andra Maurice Emmanuel (grekisk metrik, musikhistoria), Paul Dukas (komposition) och Marcel Dupré (orgel).

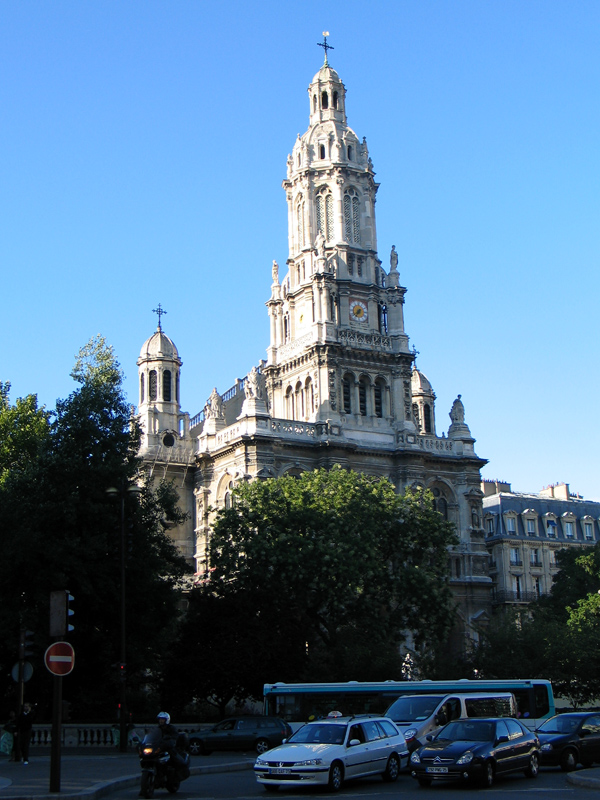
Église de la Sainte-Trinité i Paris.

Messiaen blev organist i kyrkan La Sainte Trinité i Paris vid 22 års ålder 1931 och behöll denna post resten av sitt liv. Han komponerade under 1930-talet flera verk för sitt instrument. Han gjorde sig också känd för sina innovativa improvisationer på orgel, vilka också föranledde en del kritik från personer inom kyrkan med mer traditionell musiksmak. 1935 skrev han sitt kända orgelverk La Nativité du Seigneur, där hans personliga stil redan är mycket tydlig.
Han gifte sig med violinisten Claire Delbos 1932 och fick med henne sonen Pascal 1937. Han skrev flera verk för henne och de framträdde också tillsammans, Messiaen då som pianist. Messiaen skrev själv texter till sångcyklerna Poèmes pour Mi (Mi var hans smeknamn för Claire Delbos) och Chants de Terre et de Ciel, där kärleken, äktenskapet och familjen var teman, uttryckta i delvis religiösa, delvis surrealistiska ordalag. Delbos drabbades svårt av sjukdom och tillbringade de 12 sista åren av sitt liv på en anstalt fram till sin död 1959. Messiaen blev därför ensamstående far och ensam uppfostrare åt sin ende son.
År 1936 bildade Messiaen tillsammans med Yves Baudrier, André Jolivet och Daniel-Lesur tonsättargruppen Groupe Jeune France. När andra världskriget bröt ut splittrades gruppen.
Under kriget var Messiaen menig soldat. Han tillfångatogs av tyska styrkor 1940 och internerades i lägret Stalag VIIIA i Zgorzelec – tidigare Görlitz. Under sin tid i lägret komponerade han stycket Kvartett för tidens ände (Quatuor pour la fin du temps). Instrumenteringen bestämdes av att han bland sina medfångar hade en violinist, en klarinettist och en cellist, som med Messiaen själv på piano uruppförde verket 15 januari 1941 inför en publik av övriga lägerfångar. Messiaen sade senare att han aldrig annars haft en så uppmärksam och förstående publik.
I mars 1941 släpptes han ur lägret och återvände till Paris, där han blev lärare vid konservatoriet. Som lärare kom han att få stort inflytande på nästa generation kompositörer, däribland Pierre Boulez, Karlheinz Stockhausen och Iannis Xenakis. Han höll också privatlektioner för några av de mest betydande unga musikerna och kompositörerna som exempelvis Ivo Malec. I sin egenskap av lärare träffade han pianisten Yvonne Loriod, som 1961 blev hans andra hustru. Han skrev flera verk för piano eller piano med orkester som han tillägnade henne.  Några är Vingt Regards sur l’Enfant-Jésus, Catalogues d’oiseaux och pianopartierna i Turangalîlasymfonin.
1966 utnämndes Messiaen till professor i komposition. 1978 drog han sig tillbaka från sin lärartjänst. Ett av hans sista större verk var operan Franciskus av Assisi, som han ägnade sig åt i åtta år. Han använde där alla de kompositionstekniker han utvecklat under sin då halvsekellånga musikaliska gärning. Operan är skriven för mycket stor orkester, cirka 150 personer, inklusive en stor slagverkssektion och tre ondes Martenot.

## Utmärkelser
Asteroiden 11050 Messiaën är uppkallad efter honom.

## Messiaens musik
Messiaen tillhörde inte någon särskild musikalisk riktning eller skola, utan utvecklade en personlig stil. Han gjorde det genom att utveckla egna idéer om rytmik och inspireras av och inkorporera element från grekisk metrik, indisk musik och fågelsång.
Den viktigaste influensen på Messiaens musik var hans starka katolska kristna tro, som överhuvudtaget var mycket betydelsefull i hans liv. Han hyste en stor kärlek till Guds skapelse -  naturen, och alldeles särskilt till fåglarna, som han beskrev som de främsta musikerna på jorden. Messiaen använde också ofta teman från fågelsång i sina verk.  Han studerade fågelsång i fåglarnas naturliga miljöer och gjorde noggranna nedteckningar av sången, både i Frankrike och i andra länder. Han började med detta redan i 18-årsåldern, men framför allt från 1940-talet blev det ett mycket betydelsefullt inslag i musiken. Verket Catalogue d’Oiseaux är baserat på noggranna studier av fåglar och deras miljöer runtom i Frankrike, medan Oiseaux éxotiques utgår från ljuden av tropiska fåglar i Asien och Amerika.
Messiaen tog fram ett system av symmetriska skalor kallade "begränsat transponerbara". Till skillnad från de traditionella kyrkoskalorna kan de begränsat transponerbara skalorna bara transponeras ett fåtal gånger innan de upprepar sig själva.
Messiaen var synestetisk och upplevde att toner och klanger hade olika färger. Detta var viktigt för honom i hans musikskapande. Han skrev ofta utförliga kommentarer till sina kompositioner där han gav noggranna beskrivningar av de färger han tänkte sig i samband med olika inslag i verket.
Messiaens musik var inte omedelbart uppskattad och blev på 1940- och 1950-talen kritiserad både av vänner av konventionell musik, som såg den som ”svår”, och av den nya generationen kompositörer, bland andra Pierre Boulez, som inte uppskattade att han blandade tonala och atonala element i exempelvis Turangalîlasymfonin. Efter Turangalîlasymfonin skrev han några mycket experimentella verk, till exempel Quatre études de Rhythme, som gjorde honom mer populär hos det unga avantgardet. Han lämnade dock denna inriktning och återgick till sin personliga stil i de flesta senare verk.
Messiaen skrev flera böcker där han redogör för sina musikaliska idéer,  till exempel Technique de mon langage musical 1944.
Under april 2008 arrangerade Messiaeneleverna Hans-Ola Ericsson och Carl-Axel Dominique en svensk internationell Messiaenfestival som under 12 dagar hyllade Messiaen genom att framföra dennes verk; bl.a. framförde Konsertorganistutbildningen från Piteå Musikhögskola kompositörens samtliga orgelverk under en maratonkonsert den 19 april.

## Verkförteckning

### Orkesterverk
- Le Banquet eucharistique (1928)
- Fugue (1928)
- Les Offrandes oubliées (1930)
- Simple Chant d'une âme (1930)
- Le Tomebau resplendissant (1931)
- Hymne au Saint Sacrement (1932)
- L'Ascension (1932–33)
- Turangalîla-Symphonie för pianosolo, ondes Martenot och stor orkester (1946–48)
- Reveil des oiseaux för piano och orkester (1953)
- Oiseaux exotiques för piano och liten orkester (1955–56)
- Chronochromie (1959–60)
- Sept haîkaî för piano och liten orkester (1962)
- Couleurs de la Cité Céleste för piano och slagverksensemble (1963)
- Et exspecto resurrectionem mortuorum (1964)
- Des Canyons aux étoiles … för piano och orkester (1971–74)
- Un Vitrail et des oiseaux för piano, blåsorkester och slagverk (1986)
- La ville d'en haut för piano och orkester (1987)
- Éclairs sur l'Au-Delà (1988–92)
- Un sourire (1989)
- Concert à Quatre för flöjt-, oboe-, cello och pianosolo och stor orkester (1990–91)

### Kammarmusik
- Adagio för orgel, violin och cello (1927)
- Andantino för stråkkvartett (1926/27)
- Thème et variations för violin och piano (1932)
- Fantasie burlesque för violin och piano (1933)
- Fête des belles eaux för sex ondes Martenots (1937)
- Deux monodies en quarts de ton för ondes Martenots (1938)
- Deux monodies en quarts de ton (1938)
- Fête des belles eaux (1938)
- Quatuor pour la fin du temps (Kvartett för tidens ände) (1940–41)
- Musique de Scene pour un Œdipe (1942)
- Piéce för oboe och piano (1945)
- Le Merle noir för flöjt och piano (1951)
- Le merle noir för flöjt och piano (1952)
- Le tombeau de Jean-Pierre Guésec för hornsolo (1971)
- Chant dans le Style Mozart för klarinett och piano (1986)

### Pianomusik
- La Dame de Shalott (1917)
- La Tristesse d'un grand ciel blanc (1925)
- Préludes (1928–29)
- Huit Préludes (1929)
- Les offrandes Oubliées, pianoversion (1930)
- Fantaisie Burlesque (1932)
- Morceau (1934)
- Piece pour le tombeau de Paul Dukas (1935)
- La Revue Musicale (1939)
- Rondeau (1943)
- Visions de l'Amen för två pianon (1943)
- Vingt Regards sur l’Enfant-Jésus (1944)
- Cantéyodjayâ (1949)
- Quatre Études de rythme (1949–50)
- Catalogue d'oiseaux (1956–58)
- La Fauvette Passerinette (1961)
- Prélude (1964)
- La fauvette des jardins (1970)
- Petites Esquisses d'oiseaux (1985)

### Orgelmusik
- Le Banquet céleste, preludium (1926–28)
- Esquisse modale (1927)
- Pièce pour orgue sur un thème de Laparra (1927)
- L'hôte aimable des âmes (1928)
- Le banquet céleste (1928)
- Variations écossaises (1928)
- Prélude (ca 1928, upptäckt 1997)
- Prélude en trio sur un thème de Haydn (ca 1929)
- Diptyque: essai sur la vie terrestre et l'éternité bienheureuse (1930)
- Offrande au Saint Sacrement (1930/35)
- Apparition de l'église éternelle (1932)
- L'Ascension (1933–34)
- La Nativité du Seigneur (1935)
- Les corps glorieux (1939)
- Tristan et Yseult – Théme d'Amour (1945)
- Messe de la Pentecôte (Pingstmässa) (1949–50)
- Livre d'orgue (1951)
- Verset pour la Fête de la Dédicace (1960)
- Monodie (1963)
- Méditations sur le mystère de la Sainte Trinité (1969)
- Livre du Saint Sacrament (1984)

### Musik för ondes Martenot
- Fête des belles eaux för sex ondes Martenot (1937)
- Deux monodies en quarts de ton (1938)
- Musique de scène pour un Œdipe (1942)

### Vokalmusik
- Deux Ballades de Villon för röst och piano (1921)
- Trois Mélodies för sopran och piano (1930)
- La Mort du Nombre för sopran, tenor, violin och piano	(1930)
- Messe för 8 sopraner och 4 violiner (1933)
- Vocalise för sopran och piano (1935)
- Poèmes pour Mi för sopran och piano (1936)
- Poèmes pour Mi för sopran och orkester (1937)
- O sacrum convivium !, motett för kör a cappella eller sopran ochorgel (1937)
- Chants de Terre et de Ciel för sopran och piano (1938)
- Chœurs pour une Jeanne d'Arc för stor kör och liten blandad kör a cappella (1941)
- Trois petites Liturgies de la présence divine för damkör, piano, ondes Martenot och orkester (1943–44)
- Harawi för sopran och piano (1945)
- Chant des déportés för blandad kör och stor orkester (1946)
- Cinq rechants för 12 blandade röster a cappella (1948)
- La Transfiguration de Notre Seigneur Jésus-Christ för blandad kör, 7 solister och orkester (1965–69)

### Opera
- Saint-François d'Assise (Franciskus av Assisi) (1975–83)

### Elektronisk musik
- Timbres-durées för tape (1952)

## Utmärkelser
- Wihuri Sibelius-priset,  1971
- Erasmuspriset,  1971[3]
- Ernst von Siemens musikpris,  1975[4]
- Royal Philharmonic Society Gold Medal,  1975[5]
- Léonie Sonnings musikpris,  1977
- Hamburgs Bachpris,  1979
- Berliner Kunstpreis,  1984
- Kyotopriset i konst och filosofi,  1985[6]
- Royal Philharmonic Society Award, för unknown value,  1990[7]
- Kommendör av Kronorden
- 11050 Messiaën
- Hedersledamot av Internationella samfundet för samtida musik
- Kommendör av Arts et Lettres-orden
- Förbundsrepubliken Tysklands förtjänstorden - stora kommendörskorset
- Hedersdoktor vid University of Sydney
- Storkors av Hederslegionen

[Redigera Wikidata]